# Città delle Capitali
La Città delle Capitali (in russo Город Столиц?, Gorod Stolic) è un complesso multifunzionale situato a Mosca, contenente tra gli altri edifici due grattacieli dell'altezza di 256 e 301 metri.
Completato nel 2009, rappresenta con le due costruzioni principali le città di Mosca e San Pietroburgo. La torre Mosca, con i suoi 301 metri, è stato l'edificio più alto d'Europa fino all'ultimazione del Shard London Bridge, avvenuta il 5 luglio 2012; al tempo della sua costruzione superò anche la torre sul Lungofiume, situate anch'essa nella capitale russa e che detennero il primato tra il 2007 e il 2009.
La torre sud è sede del Russian Direct Investment Fund, fondo sovrano istituito nel 2011 dal governo russo per effettuare investimenti in aziende leader di settori ad alta crescita dell'economia russa.

## Spazi interni
- Zone commerciali: 10000 m²
- Centro fitness: 2480 m²
- Svago e servizi (ristoranti, cinema, ecc.): 10800 m²
- Uffici: 80000 m²
- Zone residenziali: 101440 m²
- Parcheggi: 2 000 posti